# 1494 en santé et médecine
| Années de la santé et de la médecine : 1491 - 1492 - 1493 - 1494 - 1495 - 1496 - 1497    |
| Décennies de la santé et de la médecine : 1460 - 1470 - 1480 - 1490 - 1500 - 1510 - 1520 |

Cet article présente les faits marquants de l'année 1494 en santé et médecine.

## Événements
- Le registre ouvert par les doyens de la faculté de médecine de Paris commence seulement à consigner officiellement les dissections, alors que la pratique en est attestée dès 1407 et que, en 1478, Louis XI a accordé aux régents un cadavre de supplicié par an[1].
- L'emploi du mercure dans le traitement de la vérole est attesté pour la première fois, à Pérouse[2].
- Jérôme Bosch peint la Lithotomie, ou Extraction de la pierre de folie, transposition métaphorique de l'opération de la taille[3].
- 1494-1495 : épidémie en Islande, dite « Seconde Peste » par référence à la peste noire qui a fait des ravages entre 1402 et 1404[4].
- 1494-1496 : épidémie de « mal des Français » à Naples et en Italie[5].

## Publication
- Édition à Venise, chez Jean et Grégoire de Grégoriis, du Fasiculo de medicina, traduction en italien d'un recueil de traités médicaux de Johann de Ketham (de) (1415-1470), paru en latin à titre posthume en 1491 sous le titre de Fasciculus medicinae (en), premier livre imprimé qui contienne des planches anatomiques[6].

## Naissances
- Adolphe Occon (mort en 1572), né à Brixen au Tyrol, reçu docteur en médecine à Bologne, médecin de la ville et de l'hôpital d'Augsbourg en Souabe. Adopté par son cousin, Adolphe Occon (1447-1503), également médecin, il est père d'un troisième Adolphe Occon (1524-1605), médecin lui aussi[7].
- 1483 ou 1494 : François Rabelais (mort en 1553), médecin et écrivain humaniste français[8].
- Vers 1494 : Georgius Agricola (mort en 1555), médecin, alchimiste et minéralogiste allemand, auteur du De mensuris et ponderibus Romanorum et Græcorum et du De re metallica, respectivement imprimés à Bâle en 1550 et 1556[9].

## Décès
- 24 juillet : Antonio Torriani (della Torre) da L'Aquila (né en 1424), médecin padouan, entré en religion et béatifié par l'Église catholique[10].
- Nicolas Barbaro (né en 1420), chirurgien vénitien, connu pour avoir rédigé la chronique de la chute de Constantinople[11] dont il a été le témoin oculaire[12].
- Entre 1492 et 1494 : Paolo Bagellardo (it) (né entre 1410 et 1420), professeur de philosophie et de médecine à Padoue, auteur en 1472 du Libellus de egritudinibus infantium (« Petit traité sur les maladies infantiles »), premier ouvrage de pédiatrie qui ait été imprimé[13].